# 102 (число)
102 (Сто два) — натуральне число між  101 та  103.

## У математиці
102 —  надлишкове число.

## У науці
- Атомний номер  нобелію

## В інших областях
- 102 рік, 102 до н. е.
- ASCII-код символу «f»
- 102 — Код ГИБДД-ДАІ Башкортостану.
- 102 далматинця — фільм для дітей